# Хосейма
 Тази статия е за града в Мароко.  За провинцията вижте Хосейма (провинция).  За националния парк вижте Хосейма (национален парк).
Хосейма (на арабски: الحسيمة) е град в северно Мароко, административен център на провинция Хосейма в региона Таза - Хосейма - Таунат. Населението му е около 56 716 души (2014 г.).
Разположен е на полуостров в Средиземно море, на 220 km североизточно от Фес. Населението е предимно берберско и в началото на XX век градът е в зоната на активни действия по време на Рифската война. Днес градът е известен морски курорт.

## География
Град Хосейма е разположен в средната част на мароканския средиземноморски бряг. Административната единица има площ 3 550 m², от които малка част е крайбрежна низина, а на юг теренът се издига по северните склонове на планината Риф. Граничи с Шефшауан и Таунат на запад, Надор на изток, Таза на юг и Средиземно море на север, като прилежащата брегова линия е с дължина 120 km.
Над 10% от територията на общината е включена в националния парк „Хосейма“, включващ и част от морските води в Хосеймския залив. В паркът се намират най-добре запазените части от мароканския средиземноморски бряг, както и планински зони в Риф.
Климатът е средиземноморски (Csa по Кьопен), със средни минимални температури 20 °C през лятото и 10 °C през зимата и средни максимални температури 45 °C през лятото и 22 °C през зимата.